# Ramón Troncoso
Ramón (nacido el 16 de febrero de 1983 en San José de Ocoa) es un lanzador dominicano que juega en las Grandes Ligas de Béisbol para los Dodgers de Los Ángeles.

## Carrera
Troncoso firmó como amateur con los Dodgers el 20 de junio de 2002 y jugó sus primeras tres temporadas profesionales con el equipo de los Dodgers en la Dominican Summer League.
En 2005 fue enviado al equipo de novatos Ogden Raptors, donde lideró el equipo en salvamentos con 13.
Lanzó para el equipo Clase-A Columbus Catfish y para el Clase-A avanzada Vero Beach Dodgers, en 2006, y fue clasificado como el 22 mejor prospecto en la organización de los Dodgers por Baseball America. Con Vero Beach tuvo récord de 1-3 con efectividad de 6.75 en 18 apariciones. Lanzó en 23 partidos, terminando con récord de 4-0 con 15 salvamentos y una efectividad de 2.41 con Columbus, lanzando siete entradas en blanco con cinco ponches durante sus últimos seis encuentros.
Troncoso dividió el 2007 entre el nivel A con Inland Empire 66ers of San Bernardino y el Doble-A con los Jacksonville Suns.

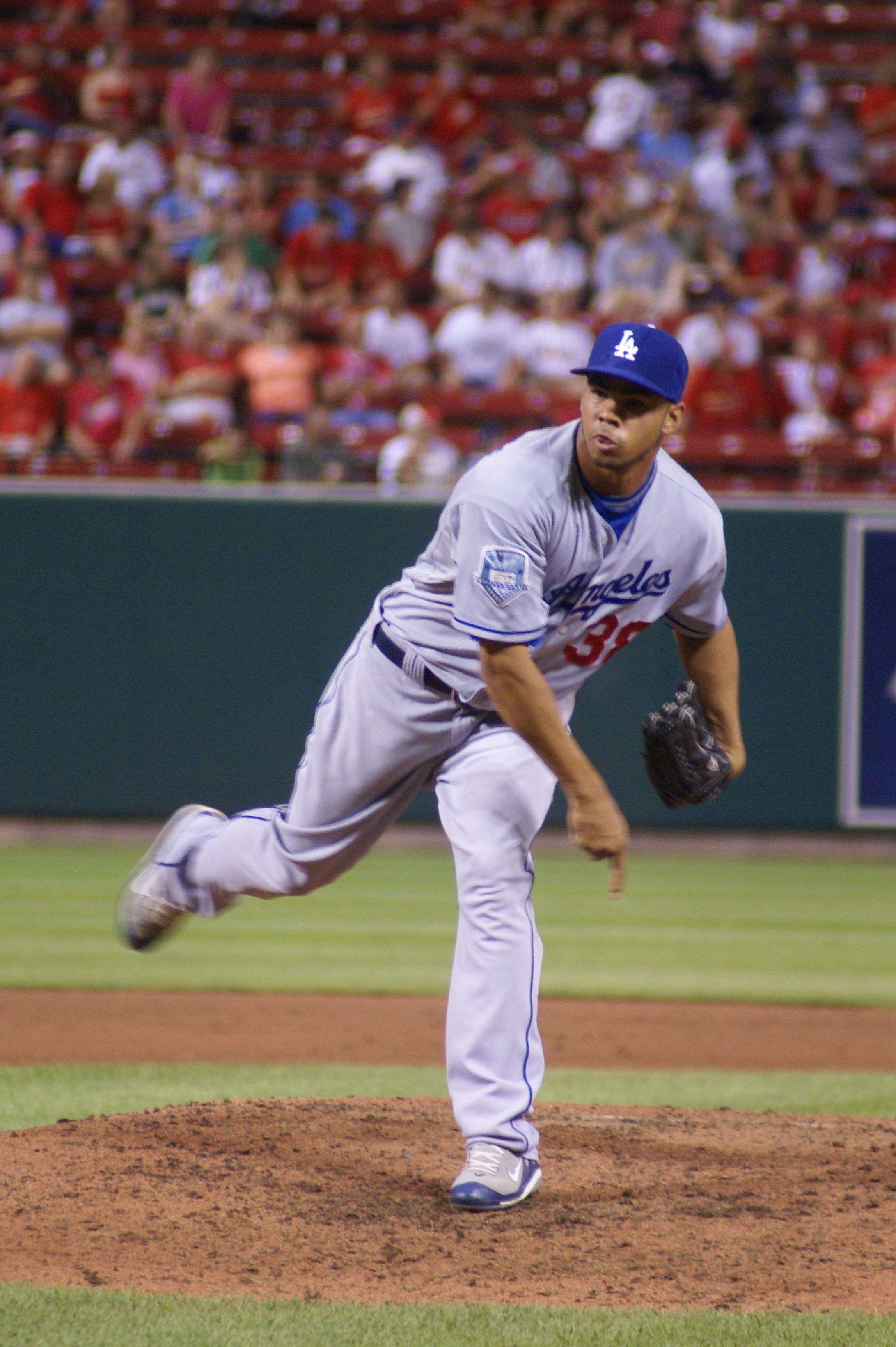
Troncoso lanzando en 2008.

Fue agregado al roster de 40 jugadores de los Dodgers después de la campaña del 2007, e hizo su debut en Grandes Ligas el 1 de abril de 2008, contra los Gigantes de San Francisco. Le lanzó a un bateador e indujo un doble juego para terminar la entrada. Dividió la temporada entre el nivel Triple-A con Las Vegas 51s y los Dodgers. Terminó la temporada 2008 con un récord de 1-1 y una efectividad de 4.26 en 32 apariciones como relevista con los Dodgers.
En 2009,  Troncoso pasó toda la temporada con los Dodgers,  el trabajo en equipo de alta  73 partidos y terminar  5-4 con una efectividad de  2.72.
En 2010 apareció en 52 partidos con los Dodgers, a pesar de que fue reasignado brevemente a AAA a mediados de temporada. En general terminó con récord de 2-3 con una efectividad de 4.33.
Para comenzar 2011, Troncoso fue enviado a Triple-A con los Albuquerque Isotopes. Sin embargo, el 16 de abril, fue llamado desde las menores, cuando Hong-Chih Kuo fue colocado en la lista de lesionados. Fue enviado de nuevo a los menores cinco días después, luego de permitir 12 hits en 2 entradas y dos tercios lanzadas. Pasó la mayor parte de la temporada con los Albuquerque Isotopes, lanzando en 35 partidos con un récord de 2-4 y una efectividad de 5.05 antes de reunirse con los Dodgers en septiembre. Con los Dodgers apareció en 18 partidos y tuvo una efectividad de 6.75.

## Trivia
- Troncoso también se conoce por el nombre Landestoy, ya que el exjugador de Grandes Ligas Rafael Landestoy fue el jugador favorito de su madre.